# هارولد إي. تانر
هارولد إي. تانر هو سياسي كندي، ولد في 4 ديسمبر 1892 في تيلسونبيرج في كندا، وتوفي في 28 يونيو 1982 في فيكتوريا في كندا. نشط حزبياً في الحزب الليبيرالي الألبرتي. وقد انتخب عضو الجمعية التشريعية ألبرتا.